# Bartender's Blues
Albums de George Jones
I Wanta Sing
(1977) My Very Special Guests
(1979)
Bartender's Blues est un album de l'artiste américain de musique country George Jones. Cet album est sorti en 1978 sur le label Epic Records. Il est ressorti en CD sur le label Razor & Tie en 1996.

## Liste des pistes
| No  | Titre                                        | Auteur                              | Durée |
| --- | -------------------------------------------- | ----------------------------------- | ----- |
| 1.  | Bartender's Blues                            | James Taylor                        | 3:47  |
| 2.  | I'll Just Take It Out in Love                | Bob McDill                          | 3:12  |
| 3.  | If You Loved a Liar (You'd Hug My Neck)      | Earl Montgomery, George Jones       | 2:24  |
| 4.  | Ain't Your Memory Got No Pride at All        | Red Lane, Boyce Porter, Bucky Jones | 2:37  |
| 5.  | I Gave It All Up for You                     | Earl Montgomery, Terry Skinner      | 2:21  |
| 6.  | I Don't Want No Stranger Sleepin' in My Bed  | Bill Emerson, George Jones          | 2:58  |
| 7.  | I Ain't Got No Business Doin' Business Today | Danny Morrison, Johnny Slate        | 2:54  |
| 8.  | Leaving Love All Over the Place              | Lathan Hudson                       | 2:53  |
| 9.  | (When Your Phone Don't Ring) It'll Be Me     | Hank Cochran, Glenn Martin          | 2:27  |
| 10. | Julianne                                     | Roger Bowling, Bill Emerson         | 2:39  |

## Personnel
- George Jones – chant, guitare
- Billy Sanford – guitare
- Reggie Young – guitare
- Phil Baugh – guitare
- Pete Drake – pedal steel guitar
- Henry Strzelecki – guitare basse
- Jim Isbell – batterie
- Hargus "Pig" Robbins – piano

## Positions dans les charts
Album – Billboard (Amérique du nord)
| Année | Chart          | Position |
| ----- | -------------- | -------- |
| 1978  | Albums country | 34       |

Single - Billboard (Amérique du nord)
| Année | Single                        | Chart           | Position |
| ----- | ----------------------------- | --------------- | -------- |
| 1978  | Bartender's Blues             | Singles country | 6        |
| 1978  | I'll Just Take It Out in Love | Singles country | 11       |